# 戸田尊次
戸田 尊次（とだ たかつぐ）は、戦国時代から江戸時代前期にかけての武将、大名。三河田原藩初代藩主。宇都宮藩戸田家初代。家系の詳細については戸田氏の項を参照。

## 生涯

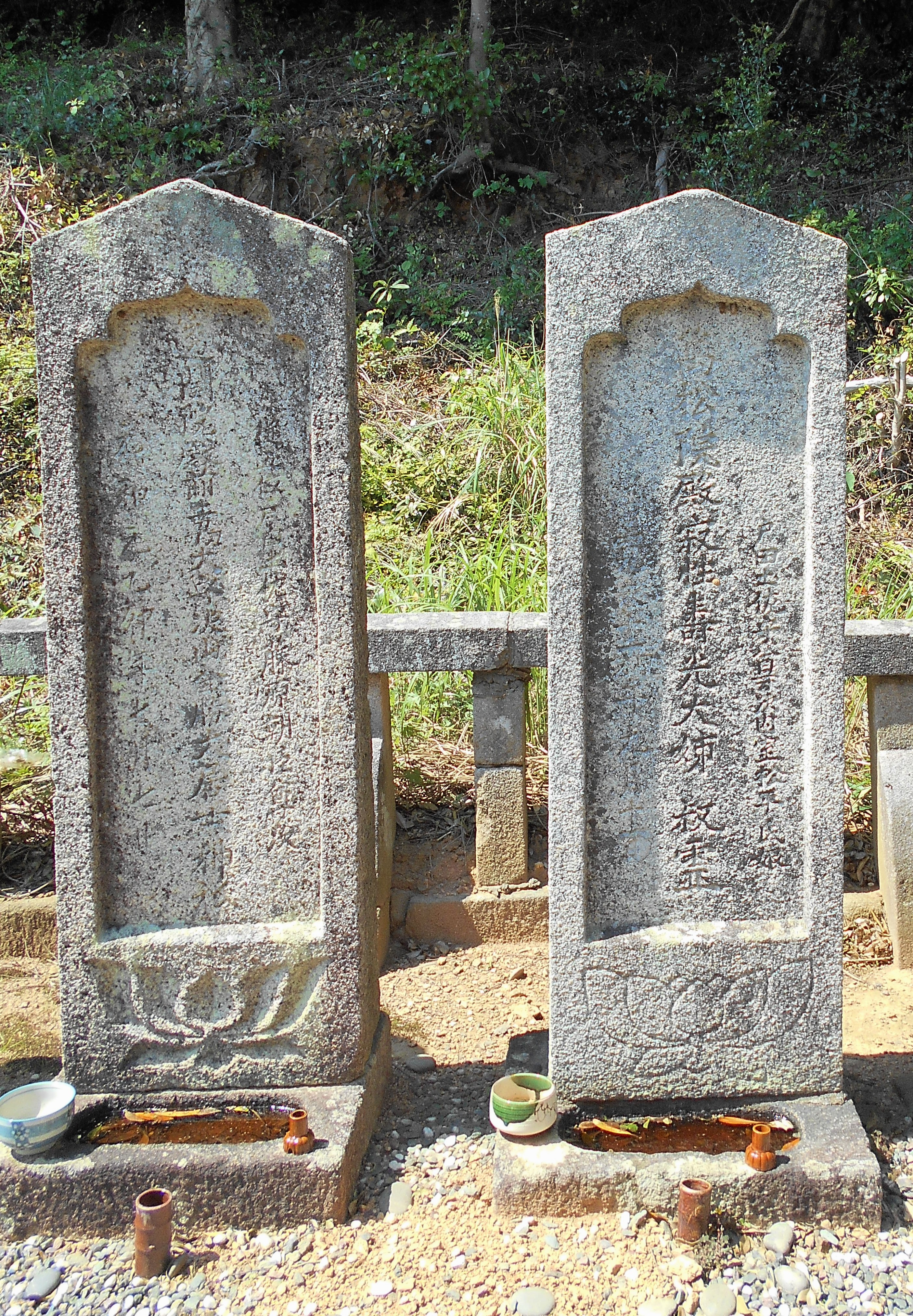
愛知県田原市の長興寺にある戸田尊次（左）と萬松院（右）の墓（2016年4月）

三河一向一揆において、父の戸田忠次と共に徳川家康に叛いたが、後に帰参して家臣として仕えた。尊次は天正12年（1584年）の小牧・長久手の戦いを皮切りとして慶長5年（1600年）の関ヶ原の戦いでは丸岡城（現在の福井県坂井市）攻略で功を立て、翌年にその功を賞されて三河国田原（現在の愛知県田原市）に1万石の所領を与えられた。慶長12年（1607年）、従五位下・土佐守に叙任される。
慶長19年（1614年）の大坂冬の陣では岡崎城の守備を務めた。翌年の夏の陣では徳川頼宣に属して参戦したが、その途上で病に倒れ、同年7月7日に京都にて51歳で病死した。跡を長男の忠能が継いでいる。五男の忠継は旗本となり、その次男である忠時は加増を受けて下野足利藩を立藩した。

## 系譜
父母
- 戸田忠次（父）

正室
- 萬松院 - 松平伊忠の娘

子女
- 戸田忠能（長男） 生母は萬松院
- 戸田正次
- 戸田生勝（五男）三河国渥美郡高塚村・西七根村（現・愛知県豊橋市）の領主旗本、子孫に戸田忠道[1][2]
- 戸田忠継
- 戸田忠高
- 蒔田定正正室
- 水野忠保室
- 辻某室
- 滝川一乗室
- 戸田某室